# ウジェーヌ・エナール
ウジェーヌ＝アルフレッド・エナール（Eugène-Alfred Hénard, 1849年 - 1923年）は、フランスの都市計画家、建築家。エコール・デ・ボザール出身。環状交差点を考案したことで知られる。
航空運輸の役割に着目し、飛行船のための離着陸場をシャドー・ド・マルスに提案したこともある。
池田宏がフランス語でエスパース・リーブル、今日の緑地を「自由空地」と訳していた際、エナールについて言及している。
ウジェーヌ・エナールは1849年に生まれました。彼の父親であるアントワーヌ・ジュリアン・エナールは、エコールデボザールの建築の教授であり、パリ12区の「12代の建築家」として知られている。ウジェーヌエナールは、エコールデボザールで父親のもとで建築を学ぶ。彼は有能な学生であることが証明され、いくつかの賞を受賞していたがローマ賞を手にすることはできなかった。しかし1880年に建築家の資格を得る。そして1882年より、パリ市の建設局に勤務。Travaux・ド・パリの地位をエナールが就く。その後公共事業をつかさどるオフィスワークとした。最初、彼の主な責任業務は学校の建物の設計であった。
1889年と1900年の万国博に関わり、1910年には国の後見によるパリ市記念碑景観委員会の議長になるなど、都市計画分野で貢献。
博覧会の計画（1889）で、エナールは、訪問者を移動させ、疲労を軽減し、流れを改善するために革新的な連続列車システムを設置することを提案。連続列車、または動く歩道は、電気で動くという彼のデザイン発送には、2,080メートル（6,820フィート）の長さの連続ループを形成する一連の320台のワゴンもあった。溝のレールで博覧会を駆け抜ける。各ワゴンは地面が木製の床で覆われており、比較的ゆっくりと動きだす。新しくて機敏な乗客は、いつでも飛び降りできるが女性、子供、年配の乗客の便宜のために、列車は頻繁に停止するというもの。1889年、エナールは権威あるソシエテ・セントラル・デ・アーキテクツのメンバーとなり、パリ市の副検査官として承認される。1896年、エナールは、万国博覧会（1900年）の建築サービスのアシスタントディレクターに指名され、1897年に市に対する責任からは切り離される。電気のパレスを博覧会のために設計されたシャンドマルスをエッフェル塔に面して建てる。この鉄とガラスのパビリオンは博覧会のハイライトであり、他のすべてのパビリオンにも力を与えた。 またエドモンド・ポーリンファサードとして機能する巨大な給水塔を設計した。巨大な滝を含む並外れた構造で、高さ6メートル（20フィート）を超え、電気じかけの天才の像などと冠している。
エナールは、内壁が鏡で覆われたムーア風の外観を持つ六角形の構造のホールも設計した。このホール用に作成された 巨大な万華鏡は現在、パッセージジュフロワに保存されている。1900年の博覧会での彼の作品について、エナールは建築で金メダルを受賞し、名誉軍団の騎士という称号を得る。1901年、エナールは検査官として市に復帰。
1903年より、「パリの変貌」なる研究史書を出版している。1903年から1909年にかけて、パリの都市計画に関する全8巻にも及ぶ著作を残した。
1907年、彼は第9区と第17区からなる第8区の建築家に任命された。 1901年から1913年の間に、彼はこれらの地区のさまざまな公共事業プロジェクトを担当。1910年から1911年まで記念碑的な視点で委員会を指揮し、市民建築評議会のメンバーになる。
エナールは、都市計画の考慮事項の専門家として健康、慈善活動、または専門サービスに関係するさまざまな組織とも協力した。 1908年、彼はMusee Socialの 2つの委員会の1つを率いた。彼の率いる委員会は都市と農村の衛生問題を特定し、解決策を提案する責任があり、もう一方の委員会は立法案を作成し、グループの提案を実施するための法的方法を見つけることが役割であった。 1911年11月、アンリ・プロストは健康状態が悪いため、彼を支援するために配属された。プロストは、都市計画で傑出したキャリアを持ち続けた人物。
1911年、プロスト、建築家アルフレッド・アガシュ、ジャック・マルセル・オービュルタン、アンドレ・ベラール、エルネスト・エブラール、レオン・ジョセリー、アルベール・パランティ、都市計画家兼造園家ジャン＝クロード・ニコラ・フォレスティエ、造園家・環境デザイナーのエドゥアール・ルドンとともに、フランス都市計画家協会を共同設立する。
1913年、エナールはフランスの都市建築家協会の創設者の1人となる。その後ソシエテ・フランセーズ・デ・ウルバニスト（SFU）を結成しエナールは初代会長に就任。
エナールは、1万人以上の人がいるフランスのすべての都市に都市計画を要求する法律を求めた。 彼は1903年から1908年の間に以前要塞であった土地を公園やパリ周辺の環状道路であるグランドシェーンチャーに利用する計画を策定するなどパリの都市計画の側面に関する一連の記事で国際的に認められる。 1905年3月に発行された6番目の論文は、自動車交通量の増加とradial骨動脈の必要性について提示している。1906年5月に発行された7番目の論文は、ロータリーなどの交差点についてでパリのエチュード・シュル・レス・トランスフォーメーションズで彼が提案したその他のイノベーション・マルチレベルの交差点、線路、地下鉄、エレベーターなどを解説している。
エナールは、パリで増大する交通問題の解決策を見つけることに没頭してキャリアの大部分をこの主題に捧げた。 彼は、重要な建物やモニュメントを保存しながらパリの道路システムを改善するための多くの研究と計画を提示し続ける。エナールは改良された放射状の大通りを開発し、旧市街の要塞の解体による機会を利用して環状道路と新しい公園と住宅を建設していたかったのである。新しい住宅ユニットは各アパートが受ける光を最大化し、より多くのレクリエーション空間を提供するために、互い違いに配置される。しかしMuséeSocialなどの組織や他の都市計画者から強力な支援を受けていしたが、計画された75,000のアパートの影響を恐れた不動産投資家からは反対された。第一次世界大戦（1914〜1918）の後、彼のプロジェクトに利用される予定だった要塞エリアのほとんどは、代わりにさまざまな開発者に独立した区画で販売されていった。
1906年までに、パリの路上で65,543台の交通車両があったと推定されたがエナールは交通調査の先駆者であり、車両の数を種類（家庭、専門家、商業など）ごとに分類し、日が進むにつれて各種類の交通統計を導き出していた。エナールはパリを、交通問題の少ない都市であるロンドン、ベルリン、モスクワと比較し、他の都市には環状道路に接続されたradial骨動脈があり、パリにはないことを結論付けた。 放射状および環状道路のパターンが強調されたヨーロッパの主要都市の彼の図は、ダニエル・バーナムによってサンフランシスコとシカゴなどの米国の都市計画をサポートするために使用されている。
エナールはまたクローバー交換の形式を含む、道路の交差点を通る効率的な交通の流れの問題に対するさまざまな解決策を提案した。 1905年、混雑した交差点では右側の車両に優先通行権があるという規則を提案した。このルールの実験は1907年に開始され、1912年に公開された最初の公式交通規制に含まれていた。このルールは今日でも有効であり、のちに歩行者が交通から分離されたスプリットレベルの交差点を設計した。
多くの場合、中央に市民記念碑がある交通サークルには長い歴史がある。20世紀のトラフィック量の増加が問題を引き起こすまで、それらを移動するための標準的なルールもなかった。1897年、ロンドンのHolroyd Smithは、「旋回」トラフィックフローを提案。トラフィックは、定義された方向に円を描く。一方でエナールは1903年にパリで同じことを提案。これをカルフールと呼んでいる。 コンセプトの最初のテストは、1905年に完成したニューヨークのコロンバスサークルで行われた。1907年、パリのエトワール広場とナシオン広場でコンセプトが導入された。 ロータリーはすぐに英国とドイツでも導入され、フランスよりもそれらの国でより一般的になっていった。
都市計画においてエナールは実用的な要件、特に自動車の開発から生じる要件に対するソリューションを美的目標と組み合わせるというアイデアに執着していた。彼は、「衛生と良い管理の口実で、芸術的民族としての過去を忘れることは残念です。科学の進歩の条件を犠牲にすることなく、人々の承認と美の側面にも彼らの分け前があります。」と述べている。
オスマン男爵から受け継いだ伝統的な衛生観では、街を貫く幅広でまっすぐに並ぶ大通りは、健康な空気を自由に循環させることにより、伝染病の危険を減らすと考えられていた。 バクテリアの発見後、空気循環を最大化するために道路に沿った均一で平坦なファサードの必要性はもはや見られなかったが、新鮮な空気、日光、および良好な下水道は依然として重要であり エナールは公道が渋滞が必要としないようサービスを提供するためには、舗装道路が適切に整列し、その幅が均一である必要があるが、これは建物の厳密な整列を意味しないと述べた。
したがってエナールは、道路に平行な家の正面と樹木の単調な線を「階段状の大通り」（大通りàredans）に置き換えることを提案した。 あるバージョンでは、建物の正面が道路と互いに対して角度を付けて、木を植えることができる三角形の空間を作りだす。別の配置では木のブロックが道路に沿ってアパートブロックと交互に配置され、アパートブロックが道路からさらに後方に接続され、大通りに沿って一連の正方形の緑のスペースが成される。 階段状の配置は、より多くの光を提供し、道路と建物の間の小さな緑のスペース、またはお店やカフェのスペースを提供する。エナールは、その結果が建築家により大きな自由を与えると考えたがこれらの概念は、ル・コルビュジエの有名な1922年のヴィル・コンテンポランの提案における線形スーパーブロックのパターンに影響を与えた。
エナールは、1910年にロンドンで開催された「未来の都市」に関する会議で論文を発表した。 それらは当時ユートピア的で彼の提案の多く（すべてではない）が後に現実になる。街には、ガス、電気、圧縮空気、飲料水、手紙用の空気圧管、電話回線などの導管が含まれていた。すべてのフロアに温水と冷水を備えたバスルームがありまた 真空駆動の壁の導管は、煙または汚染された空気をアパートから除去する。ゴミはチューブを下のゴミ箱に捨てられ、サービスカートで通りの下のレールで運び去る。
エナールはオーギュストペレやルコルビュジエなど、後の都市建築家に影響を与えた人工地盤の概念を最初に提案した人物であり、彼の壮大な建物の居住者が使用する道路の下に、エレベーター、屋上庭園、屋上ヘリコプターの着陸パッドを備えた「サービス道路」を構想した。 ル・コルビュジエの1915年の作品「ピロティス市」に関するコンセプトは、エナールの1910年の作品に由来する、建物が高床式で交通流に利用できるスペースを増やすものである。 しかし、エナールは、現代のパリのフィン・ド・シエークルの枠組みの中で彼の革新を発表した。一方ルコルビュジエは、新しい都市の形が新しい時代のニーズによりよく応えると考えていた。
交通量の増加を予想して、エナールは、市内を横断する幹線道路によってリンクされた市内中心部の周りの環状道路のネットワークを支持していた。 彼は1904年にパリのヌーベル・グラン・クロワゼエ・ウェスト・ド・パリ（「パリの新しい東西の交差点」）のためのプロジェクトを発表した。 彼の計画では、パリを4つの地区に分割する。
東西動脈である新しいパレロワイヤル通りは、ランブトー通りのルートに沿って走り、パレロワイヤルを通り、オペラ通りに拡張される。アベニューは、ルーヴル美術館のヘクター・レフールの翼のアーチと同様に、パレ・ロワイヤルの翼を切断したアーチを通過。 パレロワイヤル通りの幅は35メートル（115フィート）で南北のRue de Richelieuと交差し、幅を40メートル（130フィート）に拡大し、Avenue de Richelieuと改名。両方の道はパリの門まで延長され、既存の道路を最大限に活用している。 
エナールは、ラジウィル通りを撤去することにより、パレロワイヤルとフランス銀行本部を統合することも提案した。新しいパレロワイヤル通りにあるフランス銀行の建物には、「フランスで最初の金融機関にふさわしいファサード」が与えられる。 エナールにとって、パリの大循環は、「街の中心に配置された大動脈の一種」としての新しいパレ・ロワイヤル通りの創造と、規則化するその強力な脈動によって恩恵を受けていたとみていた。 
このプロジェクトには次のものも含まれていた。 
- 狭いヴァロア通り、モンパンシエ通り、ボジョレー通りをなくす
- オペラ通りと新しいリシュリュー通りの角にあるフォンテーヌモリエールを、コメディフランセーズの真向かいに移動
- リボリ通りの横にあるルーヴル美術館の4つの通路を交換し、その場所に、元々ルフューエルが計画したものよりも広く、同様のルーヴル美術館の新しい門を建設
- パレロワイヤル通りとオペラ座通りのミーティングポイントに、6つの支店を持つスタージャンクションを形成

ウジェーヌ・エナールにとって、パレ・ロワイヤル、スタージャンクション、コメディ・フランセーズ広場、噴水、ルーブル美術館のtri旋門を通るアーチによって形成された集合体は、記念碑的なパリの中心部にサイトのグループを形成し、アートは街に追加の否定できない美しさを提供するとした。プロジェクト全体が数年間議論され、1912年に旧パリ委員会内で大きな論争が生じた。 結果、提案は公式の支持を得ることはなかった。
エナールは、19世紀以前の広場は、交通問題は存在しなかったものの、その後の広場よりも必要面積が大きいと指摘。ロワイヤル広場の19,000平方メートル（17,000平方メートル）、 ）ヴァンドーム広場の場合、コンコルド広場の場合75,000平方メートル（810,000平方フィート）、サンミッシェル広場の場合は6,000平方メートル（65,000平方フィート）、オペラ座広場の場合9,000平方メートル（97,000平方フィート） ）とレピュブリック広場36,000平方メートル（390,000平方フィート）になる。エナールは新しい広場の形成と、Place de l'Opéraなどの既存の広場の拡大を提唱した。
オペラ座については、自動車交通と自動車の問題に関する懸念に審美的な考慮を加え、オペラの建物のメインファサード全体を見ることが不可能であることを後悔していた。 したがって、彼は正方形の幅を2倍にして、わずかに楕円形のほぼ円形の形にすることを提案した。楕円形は120 x 136メートル（394 x 446フィート）。この偏心は、半径が狭すぎる曲げによって円形の動きを遅くしないようにすれば十分に小さくなる。広場の中央では、直径20メートル（66フィート）の大きな円形の漏斗が、放射する地下歩行者ギャラリーとメトロポリタン駅に光と空気を提供。地下通路と駅へのアクセスは、中央の2つの階段と周辺の7つの階段を経由する。
広場から北を見ると、3つのビューがある。通りに沿って、大軍の列に、オペラ通りに沿って、ルーヴル美術館のパビリオンの1つの遠くのドームに沿って、そしてルーに沿ってdu 4-Septembreがより混乱した外観と化している。エナールは、ヴァンドーム柱と同じ高さの2つの柱を追加することで、視点のバランスをとることを提案した。そして彼はヴィクトルユーゴーの像を頂いた芸術の栄光の柱と、ルイパスツールに捧げられた科学の栄光の柱を建てることを提案した。 芸術の柱は、オペラ座とルーヴル美術館に続くオペラ通りの軸上にあるとした。Sciencesコラムは軸上になり、国立図書館と美術工芸学校に通じている。
エナールは、パリは人口が密集しており、ロンドンよりも緑地がはるかに少なく、ロンドンの4,830ヘクタール（11,900エーカー）と比較して、パリの1,740ヘクタール（4,300エーカー）であることに気付く。 1789年以来、パリは、よりその植えた領域の半分以上を失っていた：391ヘクタール（970エーカー）を1789年に137ヘクタール（340エーカー）に比べて。1903年 彼は特にその公園形成に対しては後悔の念、つまり北東方面は庭と同等の価値与えたチュイルリーが消失していただけでなく、クリシー庭園、モンルージュ公園と高品質なインテリア公園を形成している可能性があったのである。
1903年、エナールは、古いパリの要塞のために確保された土地を、一連の公園の基盤として使用することを提案。これは、1910年に市民に公園と都市保護プログラムを支援する候補者の来るべき選挙で投票するように求めたMuséeSocialによってサポートされた。 エナールは、「木が植えられ、草で覆われ、少なくともモンスリー公園と同等の表面を持つ花で装飾された空間」を設立するように強制的に運動した。彼は、都市の境界の周りに9つの主要な公園と13の運動場をつくることを提案。こうして 9〜12ヘクタール（22〜30エーカー）の大きさの新しい公園、ルヴァロワ、バティニョール、クリニャンクール、ラ・ヴィレット、Pré-Saint-Gervais、Charonne、Ivry、Vaugiard、Issy。が出来あがっていった。
エナールはまた、緑のスペースのないいくつかのエリアの混雑を緩和するために、9つの追加公園を提案。12区のアントワーヌ公園、13区のメゾンブランシュ公園とクルーバーベ公園、15区のメイン公園とグルネル公園。 これらの公園は最初のグループよりも小さくなるが、面積は1ヘクタール（2.5エーカー）以上である。
このプロジェクトの目的は、すべての人が大きな公園から最大で1キロメートル（0.62マイル）、庭園または広場から500メートル（1,600フィート）になるようにすることであった。エナールの見解では、子供の健康と発達を含む公衆衛生の要件において、サイクリングと体操の発達は、そのようなプログラムを達成するために必要な財政的コミットメントを正当化した。そして、スポーツに特化した分野では、自分たちで開業したかったカフェやレストランが公園の開発と運営の費用を賄う収入を生み出すと述べた。 その後の多くのプランナーは、エナールのパリ市に対する1912年の計画に基づいて、オープンスペースを大幅に増やしていった。